# Sfingosin
Sfingosin (2-amino-4-trans-oktadecen-1,3-diol) je 18-uhlíkový aminoalkohol s nenasyceným uhlovodíkovým řetězcem, který tvoří hlavní část sfingolipidů, třídy buněčných membránových lipidů, které zahrnují důležitý fosfolipid sfingomyelin.

## Funkce
Sfingosin může být fosforylován in vivo prostřednictvím dvou kináz, sfingosin kinázy typu 1 a sfingosin kinázy typu 2. To vede k tvorbě sfingosin-1-fosfátu, což je silný signální lipid.
Sfingolipidové metabolity například ceramidy, sfingosin a sfingosin-1-fosfát, jsou lipidové signální molekuly, které se podílejí na různých buněčných procesech.

## Biosyntéza
Sfingosin se syntetizuje z palmitoyl-CoA a serinu v kondenzaci za vzniku dehydrosfingosinu.
Dehydrosfingosin se následně redukuje pomocí NADPH na dihydrosfingosin (sfinganin) a nakonec se oxiduje pomocí FAD na sfingosin.
Neexistuje přímá cesta syntézy od sfinganinu k sfingosinu; musí být nejprve acylován na dihydroceramid, který se pak dehydrogenuje na ceramid. Sphingosin se vytváří degradací sfingolipidu v lysosomu.